# Stefano Piedimonte
Stefano Piedimonte (Napoli, 4 gennaio 1980) è un giornalista, scrittore e sceneggiatore italiano.

## Biografia
Ha frequentato dapprima l'ITIS "Francesco Giordani" di Napoli e successivamente l'ITIS "Augusto Righi" di Napoli. Si è diplomato nel 2002 e ha conseguito la laurea a pieni voti in Lingue e Letterature straniere all'Università "L'Orientale" di Napoli.
Ha giocato a scacchi a livello agonistico venendo ammesso all'età di quattordici anni alla seconda categoria nazionale ma interrompendo subito dopo la pratica scacchistica.
Nel 2000 ha iniziato a scrivere come giornalista per testate secondarie per poi arrivare a lavorare per l'edizione campana del Corriere della Sera, inizialmente con articoli su spettacoli locali per passare poi alla cronaca e alla cronaca nera.
L'esperienza di giornalista di cronaca nera, concentrata principalmente su fatti riguardanti la camorra napoletana, gli ha fornito lo spunto per pubblicare nel 2012, con la casa editrice Guanda, il suo primo libro, Nel nome dello Zio, con cui ha vinto il Premio letterario "Zocca giovani" 2013. Il romanzo è stato tradotto in lingua tedesca e pubblicato in Germania dalla casa editrice Dumont col titolo Im Namen des Onkels. Con Guanda, Piedimonte ha pubblicato anche Voglio solo ammazzarti (2013), presentato come sequel del primo libro. Il successivo L'assassino non sa scrivere (2014) è "un romanzo che ha la forma della favola noir e che dimostra come si possano scrivere storie nerissime riuscendo contemporaneamente a far sorridere i lettori"  . Seguono Miracolo in libreria (2015), L'innamoratore (2016), e L'uomo senza profilo (2018). 
Dal 2017 insegna alla Scuola Holden di Alessandro Baricco. Collabora con Donna Moderna, Cosmopolitan, Il Mattino e il Corriere della Sera. Come chitarrista jazz ha insegnato musica all'Università Federico II di Napoli.

## Opere
- Nel nome dello Zio (2012), Parma, Guanda Editore, ISBN 9788860889416
- Voglio solo ammazzarti (2013), Parma, Guanda Editore, ISBN 9788823501270
- L'assassino non sa scrivere (2014), Parma, Guanda Editore, ISBN 9788823504080
- Miracolo in libreria (2015), Parma, Guanda Editore, ISBN 9788823512689
- L'innamoratore (2016), Milano, Rizzoli Editore, ISBN 9788817086851
- L’uomo senza profilo (2018), Milano, Solferino Libri, ISBN 88-28200634
- I magnifici idioti (2021), Milano, Rizzoli Editore, ISBN 9788817156479

## Filmografia
- Mauro Rostagno. L'uomo che voleva cambiare il mondo (2025), soggetto e sceneggiatura con Roberto Saviano
- Sono ancora vivo (annunciato), sceneggiatura con Roberto Saviano

## Podcast
- Chi chiamerò a difendermi (2023), in collaborazione con Roberto Saviano
- 650 al minuto: L'incredibile storia del Kalashnikov (2024), in collaborazione con Roberto Saviano

## Teatro
- Comicamorra (2013), con Roberto Saviano
- L'amore mio non muore (2025), regia di Enrico Zaccheo. Testi di Stefano Piedimonte e Roberto Saviano